# Belgische kampioenschappen atletiek 1976
De Belgische kampioenschappen atletiek 1976 alle Categorieën vonden, voor zowel de mannen als de vrouwen, plaats op 20, 21 en 22 augustus in Brussel.

## Uitslagen
| Atleet               | Prestatie | Onderdeel            | Atlete             | Prestatie |
| -------------------- | --------- | -------------------- | ------------------ | --------- |
| Frank Verhelst       | 10,69 s   | 100 m                | Lea Alaerts        | 11,67 s   |
| Renno Roelandt       | 21,32 s   | 200 m                | Lea Alaerts        | 23,74 s   |
| Fons Brydenbach      | 45,55 s   | 400 m                | Regine Berg        | 53,26 s   |
| Guy Tondeur          | 1.49,3    | 800 m                | Bernadette Van Roy | 2.03,9    |
| Ivo Van Damme        | 3.38,0    | 1500 m               | Bernadette Van Roy | 4.14,0    |
| -                    | -         | 3000 m               | Marleen Mols       | 9.18,8    |
| Willy Polleunis      | 13.55,8   | 5000 m               | -                  | -         |
| Marc Smet            | 28.34,4   | 10.000 m             | -                  | -         |
| -                    | -         | 100 m horden         | Anne-Marie Pira    | 13,86 s   |
| Joseph Lesecque      | 14,8 s    | 110 m horden         | -                  | -         |
| Jean-Luc Clinquart   | 53,27 s   | 400 m horden         | Rosika Verberckt   | 61,45 s   |
| Paul Thys            | 8.34,0    | 3000 m steeple       | -                  | -         |
| Guy Moreau           | 2,14 m    | hoogspringen         | Anne-Marie Pira    | 1,85 m    |
| Elie Van Vlierberghe | 4,80 m    | polsstokhoogspringen | -                  | -         |
| Ronald Desruelles    | 7,40 m    | verspringen          | Maritza De Voeght  | 6,03 m    |
| Luc Carlier          | 14,73 m   | hink-stap-springen   | -                  | -         |
| Georges Schroeder    | 18,07 m   | kogelstoten          | Brigitte De Leeuw  | 13,18 m   |
| Georges Schroeder    | 56,24 m   | discuswerpen         | Maggy Wauters      | 50,86 m   |
| Lode Wyns            | 71,76 m   | speerwerpen          | Francoise Lheureux | 45,70 m   |
| Jacques Mortier      | 52,50 m   | hamerslingeren       | -                  | -         |

1889 · 
1890 · 
1891 · 
1892 · 
1893 · 
1894 · 
1895 · 
1896 · 
1897 · 
1898 · 
1899 · 
1900 · 
1901 · 
1902 · 
1903 · 
1904 · 
1905 · 
1906 ·
1907 ·
1908 · 
1909 · 
1910 · 
1911 · 
1912 · 
1913 · 
1914 · 
1919 · 
1920 · 
1921 · 
1922 · 
1923 · 
1924 · 
1925 · 
1926 · 
1927 · 
1928 · 
1929 · 
1930 · 
1931 · 
1932 · 
1933 · 
1934 · 
1935 · 
1936 · 
1937 · 
1938 · 
1939 · 
1940 · 
1941 · 
1942 · 
1943 · 
1944 · 
1945 · 
1946 · 
1947 · 
1948 · 
1949 · 
1950 · 
1951 · 
1952 · 
1953 · 
1954 · 
1955 · 
1956 · 
1957 · 
1958 · 
1959 · 
1960 · 
1961 · 
1962 · 
1963 · 
1964 · 
1965 · 
1966 · 
1967 · 
1968 · 
1969 · 
1970 · 
1971 · 
1972 · 
1973 · 
1974 · 
1975 · 
1976 · 
1977 · 
1978 · 
1979 · 
1980 · 
1981 · 
1982 · 
1983 · 
1984 · 
1985 · 
1986 · 
1987 · 
1988 · 
1989 · 
1990 · 
1991 · 
1992 · 
1993 · 
1994 ·
1995 · 
1996 · 
1997 · 
1998 · 
1999 · 
2000 · 
2001 · 
2002 · 
2003 · 
2004 · 
2005 · 
2006 · 
2007 · 
2008 · 
2009 · 
2010 · 
2011 · 
2012 · 
2013 · 
2014 · 
2015 · 
2016 · 
2017 · 
2018 · 
2019 · 
2020 · 
2021 · 
2022 · 
2023 · 
2024